# Vytautas Matulevičius
Vytautas Antanas Matulevičius (ur. 31 lipca 1952 w Šilavotas w rejonie preńskim) – litewski dziennikarz prasowy i telewizyjny, publicysta, poseł na Sejm Republiki Litewskiej.

## Życiorys
W 1970 został absolwentem szkoły średniej, a w 1975 ukończył dziennikarstwo na Uniwersytecie Wileńskim. W latach 80. odbył aspiranturę w akademii nauk społecznych, uzyskując w 1989 promocję doktorską.
Pracował kolejno w redakcjach „Komjaunimo tiesa” i „Molodiožnaja pečat” (organach prasowych Komsomołu), w magazynie literackim „Družba”, a od 1989 jako korespondent „Prawdy” (organu prasowego KC KPZR). Od początku lat 90. był prezenterem programów telewizyjnych w Litewskiej Telewizji Publicznej, w 1997 przeszedł do prywatnej stacji telewizyjnej BTV.
W 2002 kandydował w wyborach prezydenckich, uzyskując w pierwszej turze 1,9% głosów. W 2012 zaangażował się w działalność polityczną w ramach nowego ugrupowania Droga Odwagi. Z jego ramienia w wyborów parlamentarnych w tym samym roku został wybrany do Sejmu Republiki Litewskiej.
Brat przedsiębiorcy i polityka Algimantasa Matulevičiusa.